# ILSA Timișoara
El ILSA Timișoara fue un equipo de fútbol de Rumania que jugó en la Liga II, la segunda división nacional.

## Historia
Fue fundado en el año 1922 en la ciudad de Timisoara por un grupo de jugadores libre y empleados de la industria de lana como equipo aficionado que llegó a la Liga II en los años 1930.

Su mejor participación en la Divizia B fue en 1936 logrando el título, pero perdió en la ronda de playoff Ascenso/Descenso para la siguiente temporada en la Divizia A ante el Universitatea Cluj por 1-5 en el marcador global. Ese fue el último partido en la historia del club debido a que en el verano ILSA Timișoara se fusionaría con el equipo más exitoso de Timisoara en esos años, el Chinezul Timișoara.
La fusión no fue exitosa por la falta de resultados, y en 1946 el Chinezul Timișoara desaparece siendo el mejor equipo de Timișoara con 6 títulos de primera división, seguido por el FC Ripensia Timișoara con 4 títulos.

## Palmarés
- Liga II (1): 1935–36